# Engelbert van Ensse

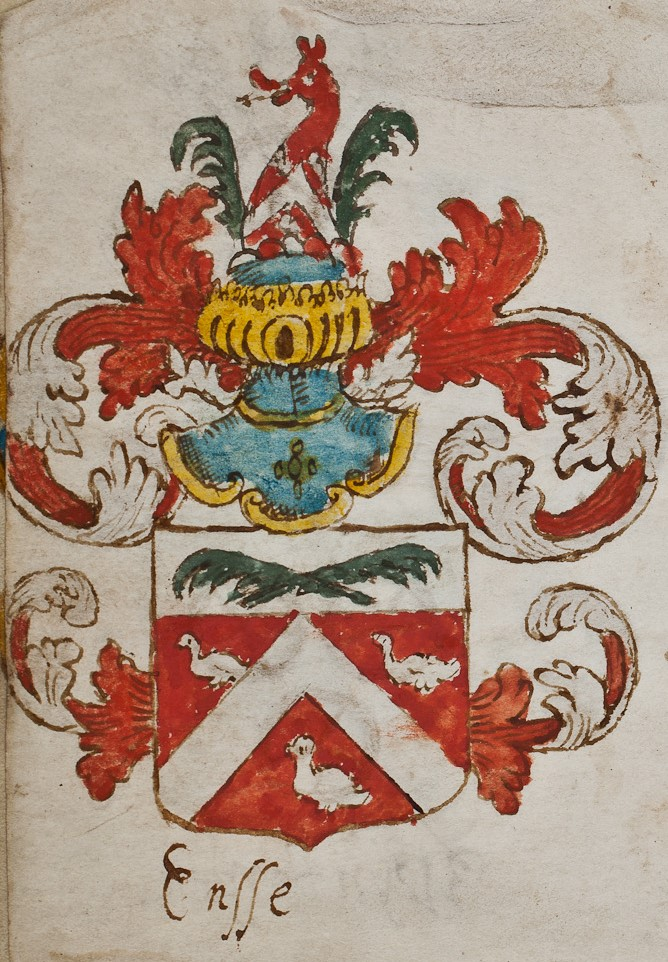
Wapen familie Ensse met helmdracht

Engelbert van Ensse (Kampen ? – Leeuwarden, september 1567) was een telg uit een Overijssels adellijk geslacht. Hij was rentmeester van verschillende gebieden en werd kastelein van Coevorden en drost van Drenthe. In 1564 werd hij benoemd tot luitenant van stadhouder Jan de Ligne, graaf van Aremberg, en werd hij tevens maarschalk op het blokhuis van Leeuwarden. Daar stierf hij in 1567.

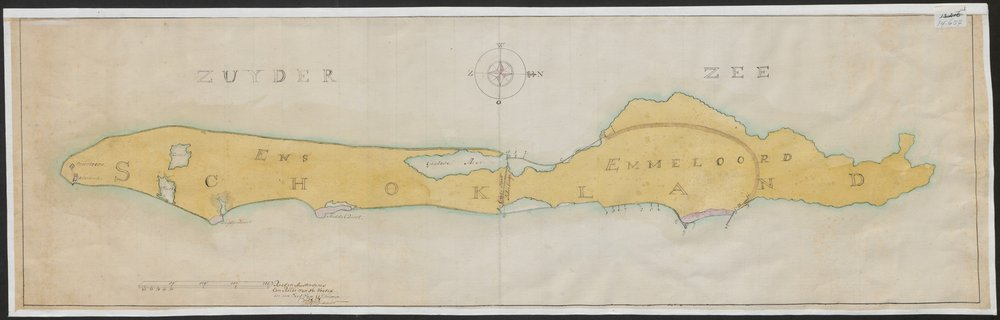
Situatiekaart van Schokland 1788. Op het linkerdeel ligt het dorp Ens.

## Afkomst
Het geslacht Van Ensse heeft zijn naam waarschijnlijk ontleend aan de plaats Ens op het voormalig eiland Schokland. De vader van Engelbert was mr. Evert van Ensse, heer van De Brinck en Heest, raadsheer van de bisschop van Utrecht en rentmeester van Salland. Zijn moeder was Judith van Doetinchem en haar vader was heer van de Hoogenhof en schepen van Deventer. Engelbert trouwde met Agnes Mulert en het echtpaar kreeg zes kinderen.
Evert van Ensse stierf in 1522 en in 1534 hertrouwde zijn vrouw met Lenart Herdinck, hofmeester van de Vrouwe van Hoogstraten en secretaris-ordinaris van de Geheime Raad in Brussel. Judith stief in 1535. Bij de verdeling van de erfenis kreeg Engelberts broer Lubbert het huis van hun vader in Kampen en zag hij verder af van alle aanspraken op de leengoederen van hun vader ten gunste van Engelbert. Engelbert erfde ook de titel heer van De Brinck en Heest en daarbij hoorde o.a. de plicht om jaarlijks op witte donderdag voor dertien arme mensen een maaltijd met een ‘take wijn’ te verzorgen.
Gezien zijn latere rol bij de rechtspraak moet Engelbert net als zijn vader rechten hebben gestudeerd. Tussen 1532 en 1534 had hij de keizer vergezeld op zijn veldtochten, eerst in Duitsland en Hongarije, vervolgens bij zijn strijd tegen de Turken en daarna nog bij zijn tochten door Italië en Spanje. Of hij deelnam aan de gevechten of een andere rol had is niet bekend.

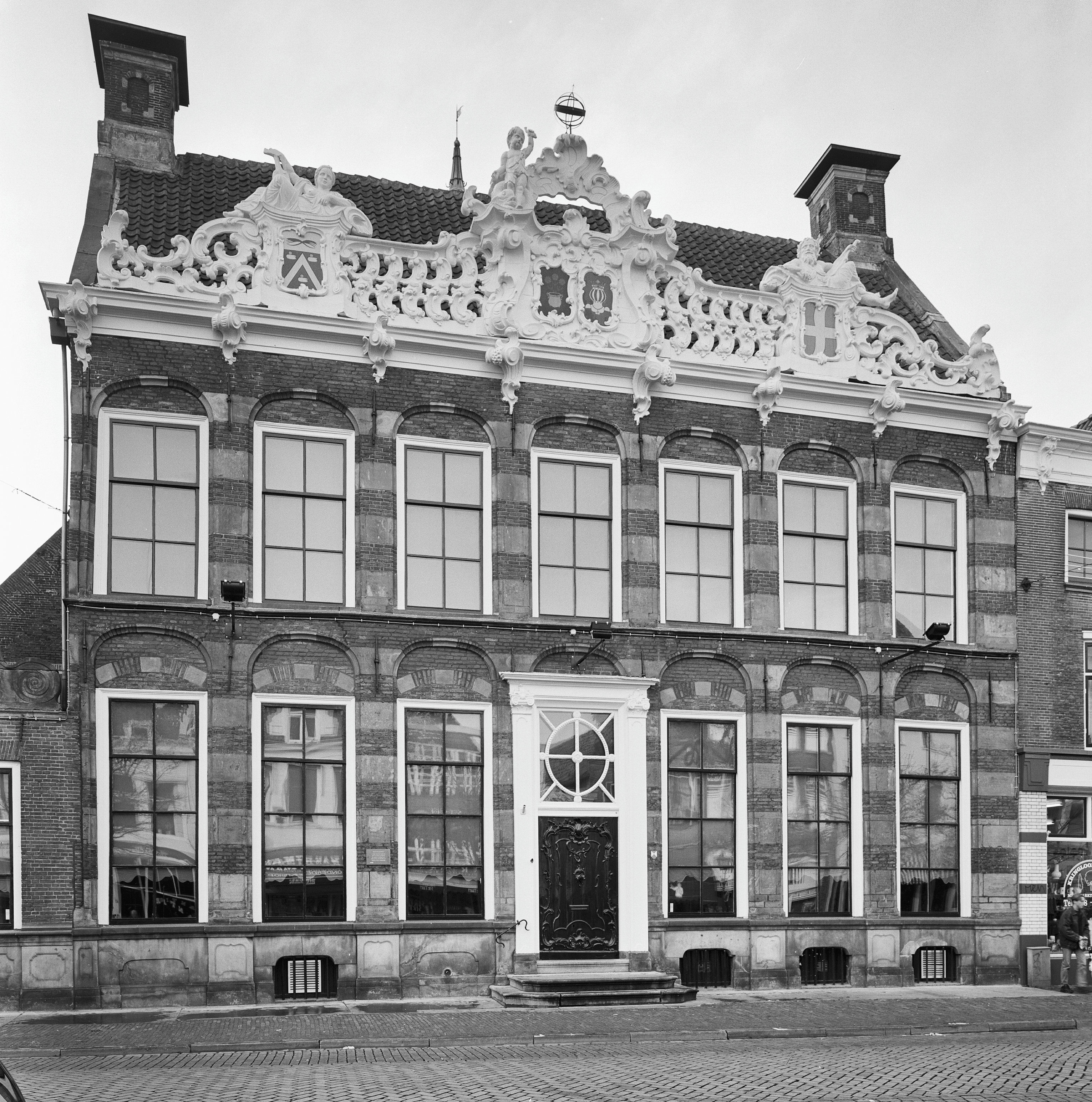
Het pand Drostenhuis in Zwolle, waarvan Engelbert van Ensse de bouwheer was.

## Rentmeesterschap
Kort nadat Engelbert was teruggekeerd van de reizen met de keizer, stierf de rentmeester van Salland en kreeg Engelberts stiefvader dat ambt. Maar het werk van Herdinck bij de Geheime Raad was nog te belangrijk om hem te laten gaan en hij stelde voor dat Engelbert dat ambt voor hem zou waarnemen. De keizer gaf daarvoor toestemming. In 1536 werd Engelbert rentmeester-generaal van Salland genoemd en in 1537 volgde de benoeming tot ‘ontvanger der distributie van gelden die door de Staten van Overijssel beschikbaat zijn gesteld voor de reductien van stad Groningen en de huizen van Delfzijl, Wedde, Coevorden, Diepenheim, Kinckhorst en het land van Drenthe’. 
In 1551 kreeg Engelbert het rentmeesterschap van Vollenhove en Kuinre erbij. Dat rentmeesterschap was in handen van Herman van Westerholt, die tevens kastelein en drost van Vollenhove en Kuinre was. Een jaar later werd Westerholt door de landvoogdes ook uit de beide andere functies gezet. 
In deze periode kwam het huis gereed waar Engelbert omstreeks 1543 zijn zinnen op had gezet. Het werd een breed huis met een tuin. Het kreeg later de naam Drostenhuis.

## Ridderschap en dingwaarder
Vanaf 1534 nam Engelbert deel aan de Overijsselse landdagen, de vergaderingen van stadhouder, ridderschap en steden. Bij een geschil tussen Overijssel en Holland over de visserij op de Zuiderzee o.a. over de maaswijdte van de netten in 1556 was Engelbert een van de afgevaardigden die namens de ridderschap de zaak moesten onderzoeken.
Vanaf 1535 was Engelbert regelmatig dingwaarder (voorzitter) van de ‘Hooge Bank’of het ‘hooge Dingwaerders Gerichte’, de rechtbank waar geschillen tussen leden van de ridderschap werden berecht. De bijzitters van de dingwaarder werden keurnoten genoemd. Wilde men hoger beroep instellen dan moest dat bij de volledige vergadering van stadhouder, ridderschap en steden en dat heette een klaringe. Het rechtspreken onder leiding van de stadhouder gebeurde in de openlucht, maar als het weer te slecht was kon de dingwaarder bepalen dat de rechtspraak onder dak mag worden voortgezet.

## Drost van Drenthe
Engelbert van Ensse was al raadsheer van koning Philips II (‘Raad des Konings’) toen hij op 30 oktober 1557 werd benoemd tot drost van Drenthe en kastelein van Coevorden en daarmee was hij rentmeester af. Op 8 januari 1558 aanvaardde hij zijn nieuwe ambt. Als kastelein van Coevorden moest hij enkele tientallen soldaten als bewaking onderhouden. Als drost van Drenthe had hij ‘volkomen macht’ op het gebied van recht, wet en justitie. Het ambt gaf recht op diverse inkomsten, zoals de opbrengst uit landerijen en bepaalde belastingen.
Driemaal per jaar kwam het hoogste rechtscollege bijeen, de Etstoel. Op de eerste zitting onder leiding van Engelbert van Ensse dienden zo’n 35 zaken, over het algemeen eenvoudige civiele geschillen.  
Maar de drost had ook te maken met criminaliteit. Zo werd een notoire dief ter dood veroordeeld. Voor een bekentenis was hij eerst door een scherprechter uit Groningen ‘gepijnigd’ en ten slotte opgehangen.

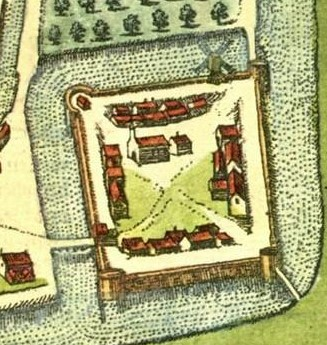
Blokhuis Leeuwarden voor 1580

Engelbert werd ook wel buiten zijn rechtsgebied ingezet. In Deventer werden in 1561 een pastoor en een schoolmeester ervan verdacht dat ze afweken van de leer en de ceremonieën van de Roomse kerk. Stadhouder van Aremberg gaf Engelbert opdracht die zaak voor hem te onderzoeken.

## Luitenant-stadhouder
In 1564 werd Engelbert benoemd tot luitenant-stadhouder van Aremberg. de stadhouder van Friesland, Groningen, Drenthe, Overijssel en Lingen. Het was een onrustige tijd in de Nederlanden en Aremberg was het meest bezorgd over de situatie in Friesland. Daar werd in sommige kerken gepreekt door gehuwde priesters, die door het volk waren gekozen en die zich niet hielden aan de Roomse leer. 
In Leeuwarden was deze ‘ketterse’ ontwikkeling het verst gevorderd en die stad werd de standplaats van Engelbert. Hij ging wonen op het blokhuis en werd tevens benoemd tot drossaard van Leeuwarden met de titel maarschalk.
Om het ketterse tij te keren was al eerder bedacht dat Friesland een bisdom moest worden en in augustus 1564 kwam Aremberg naar de Friese hoofdstad om de nieuwe bisschop te introduceren. Deze was al vijf jaar eerder benoemd, maar door tegenwerking van het Friese Hof, het Leeuwarder stadsbestuur en de katholieke geestelijkheid had hij de bisschopszetel nog niet kunnen innemen. Ook deze keer lukte het Aremberg niet, maar hij gaf niet toe aan de wens van de Friezen om ruimte te geven aan de protestantse leer. Dat lag voor de hand, want hij had van Philips II opdracht gekregen desnoods met geweld de Spaanse inquisitie in de Nederlanden in te voeren. In maart 1567 werd er in Leeuwarden een groot aantal soldaten gelegerd op kosten van de stad.
De situatie in Friesland maakte de aanwezigheid van de stadhouder zelf regelmatig noodzakelijk, waardoor de rol van luitenant-stadhouder Van Ensse beperkt bleef. In 1567 overleed Engelbert op het blokhuis en hij werd begraven op het Oldehoofster kerkhof. Graaf Aremberg liep mee in de rouwstoet.